# Огами
Ога́ми (яп. 来間島 огами-дзима) — небольшой остров в группе Мияко островов Сакисима архипелага Рюкю, Япония. Административно относится к округу Мияко уезда Мияко префектуры Окинава.

## География
Площадь острова составляет 0,24 км². Расположен у северо-восточного побережья острова Миякодзима. Остров гористый, наивысшая точка — 75 м.
Население — 50 человек — проживает в небольшом посёлке Огами.